# Bohdanecké Dvory
Bohdanecké Dvory (też Bohdaneč, nie należy mylić z miastem Lázně Bohdaneč, jak to się stało w czasie wojny 1866 i amunicja, zamiast w bitwie, znalazła się w tym mieście, niem. Bohdanetz czy Bohdanetzer Höfe) – część hradeckiej dzielnicy Svobodné Dvory.

## Geografia i przyroda

### Położenie
Bohdanecké Dvory są położone na obszarze Kotliny Czeskiej i znajdują się w centrum hradeckiej dzielnicy Svobodné Dvory. Ich współrzędne geograficzne: 50°13'22.175" długości geograficznej wschodniej oraz 15°46'47.409" szerokości geograficznej północnej (szkoła podstawowa). Obszar zajmowany przez wieś jest w większości równinny, z niewielkimi wzniesieniami.

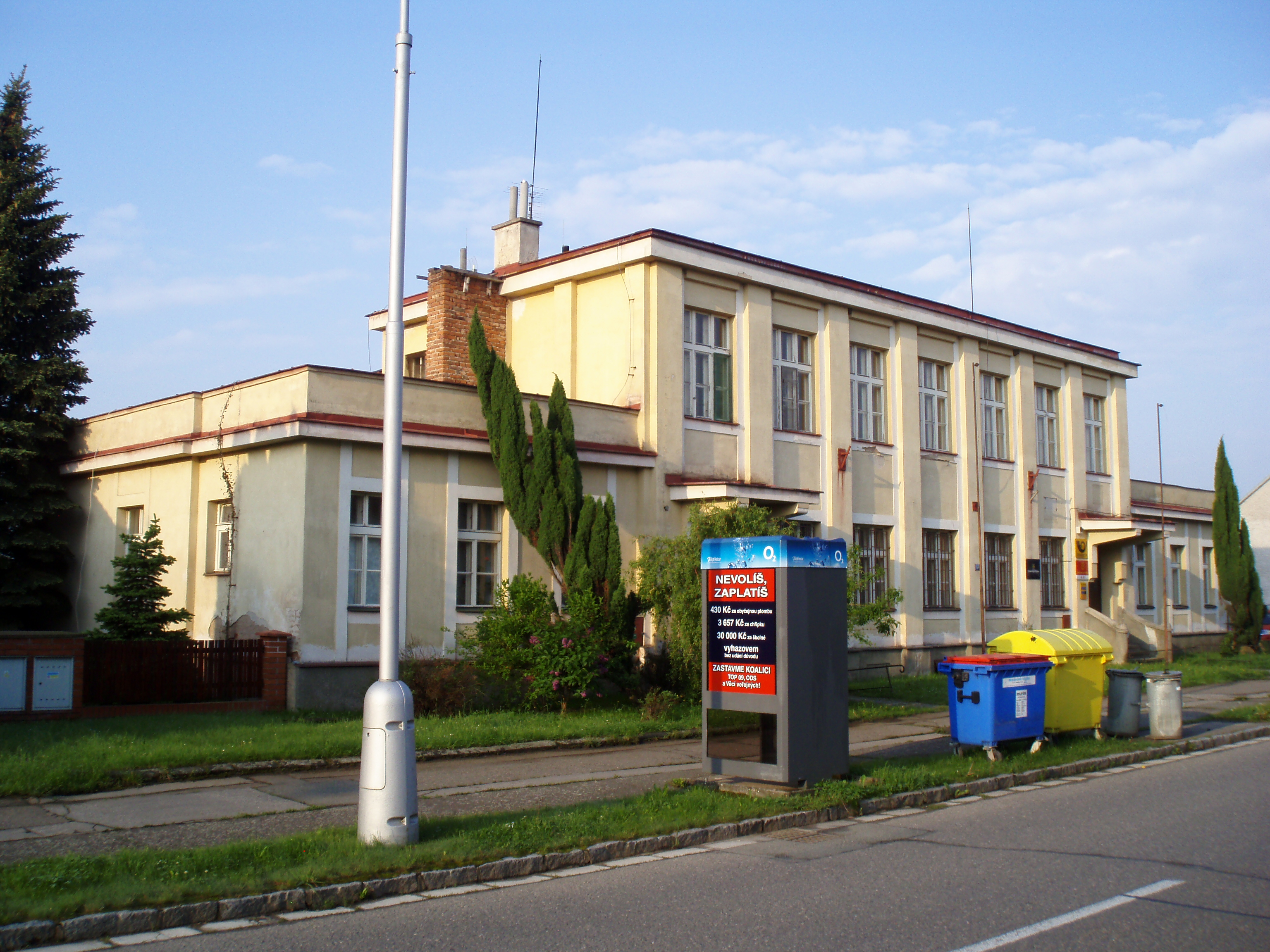
Poczta

### Hydrologia
Miejscowość leży w dorzeczu Łaby i brak w niej znaczących cieków wodnych. To samo dotyczy zbiorników wodnych. Mniejszy staw znajduje się w pobliżu Pensjonatu u Świętego Jana.

### Geologia
W większości przeważają pokrywy lessowe z domieszką plejstoceńskich piasków i żwirów.

### Fauna i flora
Lokalna fauna i flora składa się z typowych gatunków Europy Środkowej. Łąki są bogate w rośliny lecznicze, np. miętę węgierską, macierzankę piaskową czy szałwię lekarską.

### Zagospodarowanie
Większość zabudowy wsi to budynki, reszta powierzchni gruntów jest wykorzystywana rolniczo i z lasów nie pozostało prawie nic.

### Ochrona przyrody
Tutaj nie znajdują się obszary chronione.

## Demografia

### Liczba ludności
| Rok             | 1826 | 1833 | 1843 | 1869 | 1880 | 1890 |
| --------------- | ---- | ---- | ---- | ---- | ---- | ---- |
| Liczba ludności | 176  | 169  | 191  | 298  | 392  | 459  |

## Historia
Cały obszar Dvorów Svobodnych jest zamieszkany od czasów prehistorycznych, o czym świadczą częste znaleziska archeologiczne.
W 1548 r. rycerz Heřman Petr Bohdanecký z Hodkova a na Landšperkukupił skonfiskowane dwory miejskie i połączył je w obszerne dobra rycerskie z własną twierdzą gospodarczą, która spaliła się 25 czerwca 1590. Pierwsza wzmianka o Dvorach Bohdaneckich pochodzi dopiero z 1565 r.
Wojna trzydziestoletnia przyniosła wielkie spustoszenie całego dworu, który został odbudowany w 1650 roku, ale już 20 sierpnia tego samego roku został spalony przez piorun. W latach 1780–1800 dwór Bohdanecký został podzielony pomiędzy miejscową ludność, pod warunkiem że będzie obowiązkowo wykonywać prace w lasach miejskich, i to w zależności od ilości otrzymanych gruntów. Takich ludzi nazywano familiantami. W tym samym okresie wieś otrzymała własnego sołtysa. Funkcję tę pełnili m.in. Schejbal, Jiří Hoza, Josef Hoza oraz Tomeš.
Kiedy gminy wokół Hradca Králové otrzymały własny samorząd (1849–1850), zostały połączone Svobodné Dvory, Bohdanecké Dvory, Klacovské Dvory oraz Cihelna, otrzymując wspólny komitet gminny i burmistrza. Miejscowości te nadal żyły swoim życiem i miały własnego sołtysa i komitet. Każda z tych miejscowości miała także własną numerację domów i nieruchomości w ramach swojej własnej administracji. W 1861 r. została przeniesiona do Dworów Bohdaneckich szkoła podstawowa, która znajdowała się w miejscowości Svobodné Dvory. W 1876 roku miała już dwie klasy i w latach 1877–1878 został wybudowany nowy budynek szkolny.
Rozwój wsi przerwała na krótko wojna siedmiotygodniowa, gdyż w pobliżu miejscowości znajdowały się baterie artylerii austriackiej, które kryły odwrót Austriaków spod Chlumu i jego okolicy.
Dopiero 4 stycznia 1894 r. doszło do połączenia majątku wszystkich części gminy politycznej oraz katastralnej, do faktycznego sformowania gminy Svobodné Dvory i ostatecznego upadku sołectwa Bohdanecké Dvory. Od tego roku wieś ta przestała istnieć.

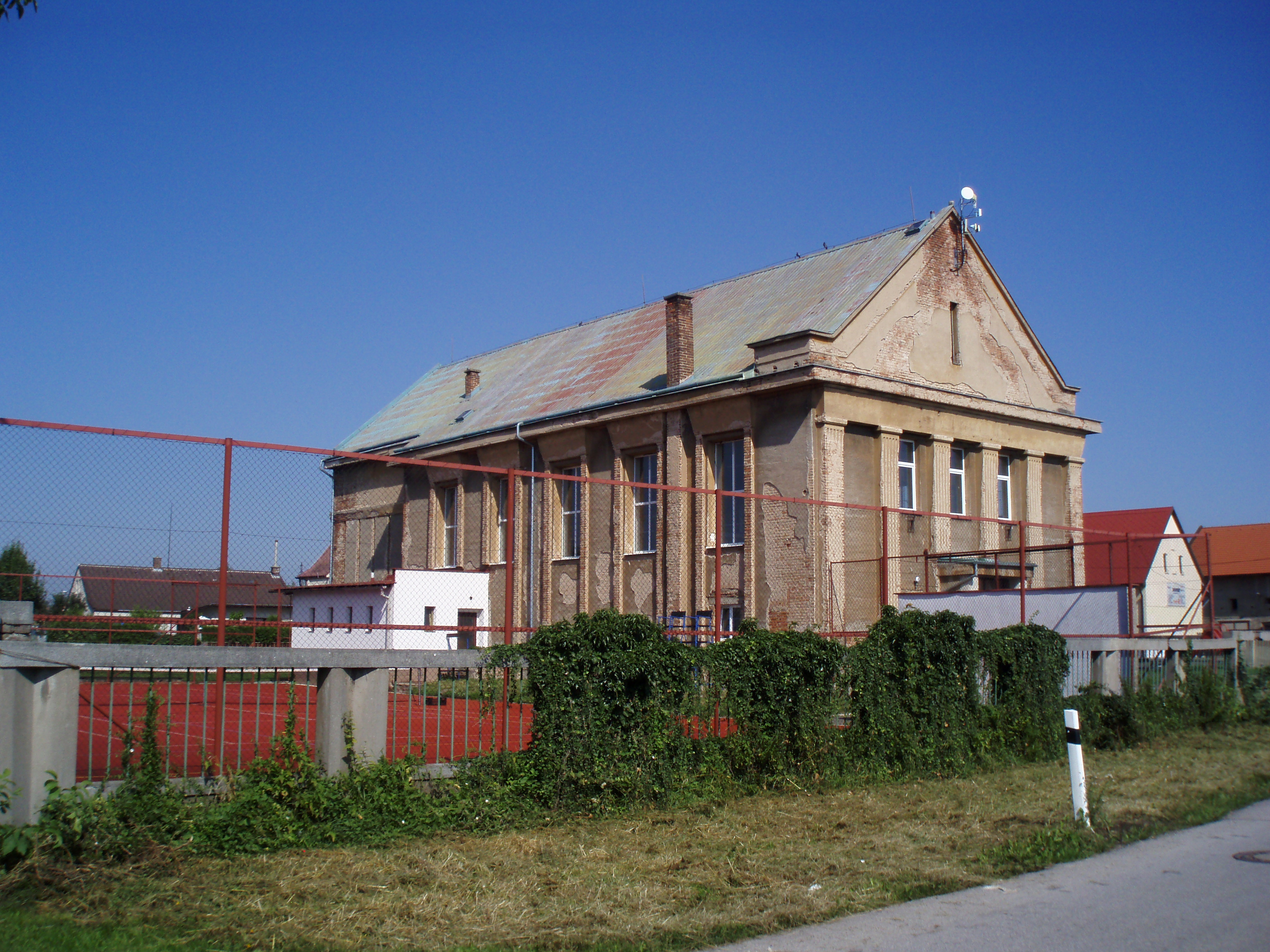
Sala Gimnastyczna Sokół

## Zabytki
- Dzwonniczka (do 1894 r. stała w ogrodzie Josefa Smetany przy rzeźbie św. Jana Nepomucena, już nie istnieje)
- Rzeźba św. Jana Nepomucena z 1842 r.
- Szkoła z lat 1877–1878 z przybudową z 1933 r.
- Pomnik ku czci ofiar I wojny światowej z 1936 r.
- Sala Gimnastyczna Sokół z lat 1920–1921 (architekt Oldřich Liska)
- Poczta z 1927 r.
- Pozostałości tradycyjnej architektury ceglanej z XIX w.